# Xestia bajula
Xestia bajula là một loài bướm đêm trong họ Noctuidae.